# Otto Bezold
Otto Bezold (* 27. Mai 1899 in Würzburg; † 14. November 1984 in München) war ein deutscher Jurist und Politiker (FDP).

## Leben und Beruf
Sein Vater Andreas Bezold war Rechtsanwalt, seine Mutter Katharina Anna Bezold geb. Graser stammt aus einer Bamberger Brauereifamilie. Als der Vater als II. Staatsanwalt in den Staatsdienst eintrat, zog die Familie nach Augsburg. 1917 lernte er Bertolt Brecht kennen und sie freundeten sich an. Nachdem sein Vater 1918 vom Oberlandesgerichtsrat zum I. Staatsanwalt befördert und nach München versetzt wurde, blieb Bezold in Augsburg zurück um 1919 sein Abitur abzulegen. In dieser Zeit hatten Bezold und Brecht eine enge Freundschaft. Bez, wie er von Brecht genannt wurde, besorgte für Brechts Wohnung einen Totenschädel und Brecht widmete ihm die „Ballade an meinen Totenschädel“.
Nach dem Abitur studierte Bezold unter Brechts Einfluss 1919/20 zunächst Kunstgeschichte, Literatur und Geschichte an der Ludwig-Maximilians-Universität München. Bezold und Brecht entfremdeten sich immer mehr und Bezold wechselte dann die Fächer und studierte von 1920 bis 1925 Rechtswissenschaften und Volkswirtschaft. Als Student reiste er in verschiedene europäische Länder. Nach dem juristischen Staatsexamen 1928 trat er in den bayerischen Justizdienst ein, wurde 1930 Staatsanwalt und 1932 Amtsgerichtsrat in München. Aufgrund seiner Gegnerschaft zum Nationalsozialismus wurde er nach 1933 nicht mehr befördert. Stattdessen unternahm er Reisen ins afrikanische und asiatische Ausland. Nach dem Zweiten Weltkrieg wurde Bezold 1945 zum Oberlandesgerichtsrat ernannt und war seit 1954 Senatspräsident beim Oberlandesgericht München.
Bezold war verheiratet mit Irmgard Bezold geb. Rothe und wurde am Nordfriedhof (München) beerdigt. Bereits vor seinem Tod wurde in München/Neuperlach eine Straße nach ihm benannt.

## Partei
Bezold war Mitglied der FDP, in der er zum linken Flügel zählte. Insbesondere war er ein Gegner der Bestrebungen in den Landesverbänden Nordrhein-Westfalen, Niedersachsen und Hessen, aus der FDP eine Partei der Nationalen Sammlung zu machen. Er war von 1971 bis 1979 Vorsitzender der parteinahen Thomas-Dehler-Stiftung.

## Abgeordneter
Bezold gehörte dem Bayerischen Landtag von 1946 bis 1966 sowie von 1970 bis 1974 an. Er war von 1949 bis 1954, von 1958 bis 1962 sowie von 1970 bis 1972 Vorsitzender der FDP-Landtagsfraktion. Von 1962 bis 1966 hatte er das Amt des Zweiten Landtagsvizepräsidenten inne. Der Landtag wählte ihn zum Mitglied der ersten Bundesversammlung, die 1949 Theodor Heuss zum Bundespräsidenten wählte.

## Öffentliche Ämter

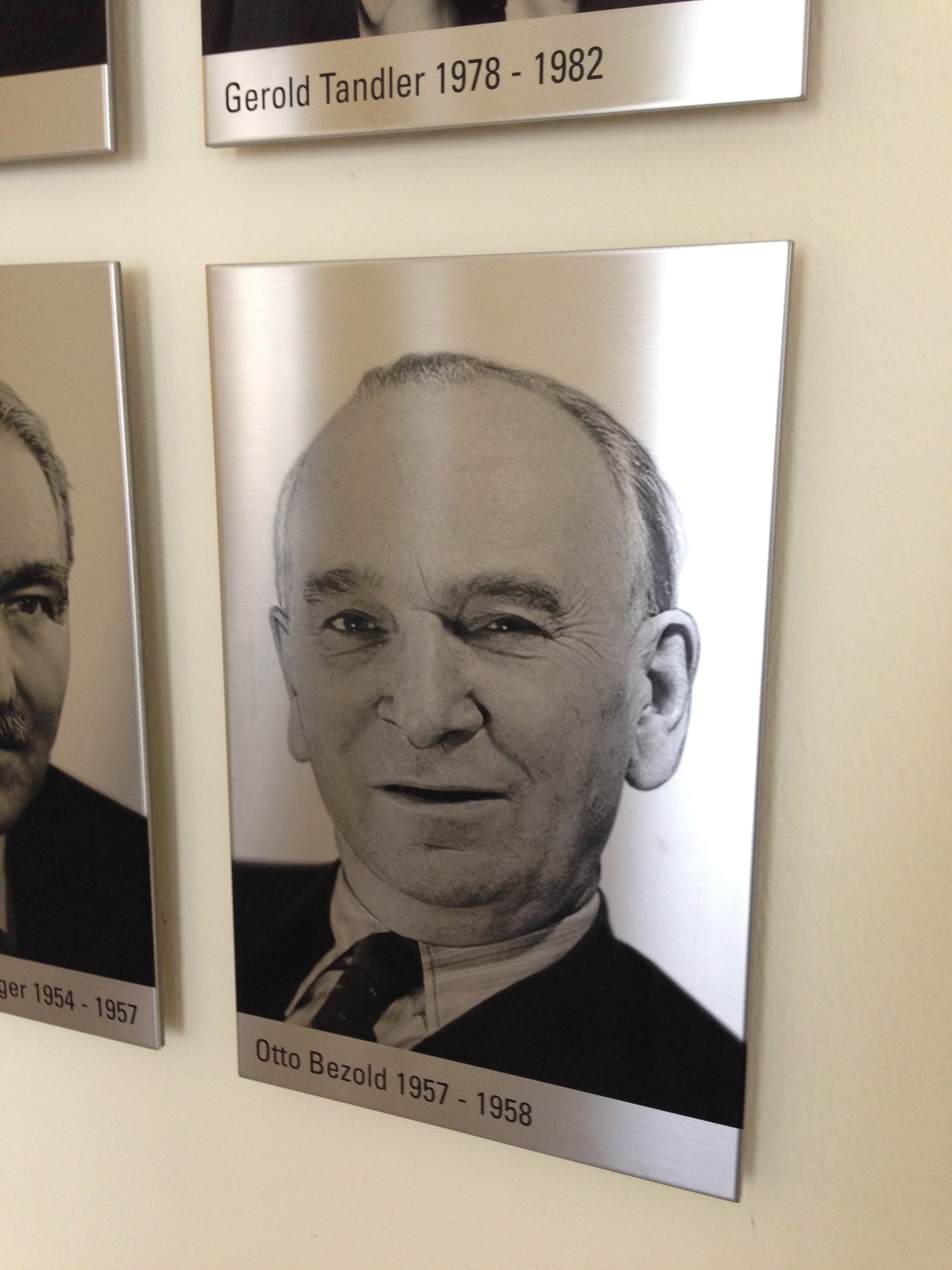
Otto Bezold, Bayerischer Innenminister

Bezold wurde am 14. Dezember 1954 als Staatsminister für Wirtschaft und Verkehr in die von Ministerpräsident Wilhelm Hoegner geführte Bayerische Staatsregierung berufen. Nach der Bildung einer Koalition aus CSU, FDP und GB/BHE amtierte er vom 16. Oktober 1957 bis zum 5. Dezember 1958 als Staatsminister des Innern in der von Ministerpräsident Hanns Seidel geleiteten Folgeregierung.

## Auszeichnungen
- 1959 Bayerischer Verdienstorden
- Großes Bundesverdienstkreuz mit Stern und Schulterband